# Мачин
Мачин (рум. Măcin) град је у у југоисточном делу Румуније, у историјској покрајини Добруџа. Мачин је други по величини град у округу Тулча.
Мачин према последњем попису из 2002. године имао 10.625 становника.

## Географија
Град Мачин је смештен у северозападном делу историјске покрајине Добруџе, 130 km северно од седишта покрајине, Констанце.
Град је смештен на Дунаву, који град дели од Влашке и града Браила. Подручје Дунава у овом делу је мочварно.

## Прошлост
У Мачину је српски велетрговац и бродовласник "Капетан Миша" - Миша Анастасијевић имао своју сталну "камарашију". Радило се о трговачкој агенцији коју су чинили поуздани чиновници: пословођа, секретар, новчар (касир), две кантарџије и чувар.

## Становништво
У односу на попис из 2002, број становника на попису из 2011. се смањио.
| 1966. | 1977.  | 1992.  | 2002.  | 2011. |
| ----- | ------ | ------ | ------ | ----- |
| 8.147 | 10.544 | 12.104 | 11.803 | 8.245 |

Румуни су претежно становништво Мачина (преко 90%), Турци и Роми (2-3%).